# Zemzem Ahmed
Zemzem Ahmed, född den 27 december 1984, är en etiopisk friidrottare som tävlar i hinderlöpning.
Ahmed deltog vid VM i Osaka 2007 men blev utslagen i försöken på 3 000 meter hinder. Hon deltog även vid Olympiska sommarspelen 2008 och slutade då på sjunde plats på tiden 9.17,85. Tiden var inte bara nytt personligt rekord utan även nytt etiopiskt rekord.